# Crisi marocchine
Agli inizi del Novecento, il Marocco fu al centro di due crisi internazionali, denominate crisi marocchine, rispettivamente nel 1905 e nel 1911. Gli echi di queste crisi si fecero sentire con forza in un contesto di grandi tensioni internazionali.
Queste crisi coinvolsero in particolare la Germania, la Francia e la Spagna, tutte interessate alla colonizzazione del Marocco, ma di riflesso anche la Gran Bretagna che sosteneva le posizioni francesi.

## Contesto storico

### Corsa d'Africa
La Corsa d'Africa fu un processo che iniziò nel 1881 (l'anno in cui la Francia proclamò il suo protettorato sulla Tunisia) e terminò nel 1914 (l'anno in cui scoppiò la prima guerra mondiale). Durante questo processo le principali potenze europee come la Francia, la Gran Bretagna, e in misura minore, la Germania, il Portogallo, l'Italia, il Belgio e la Spagna, si spartirono quasi tutto il territorio africano, imponendo governi coloniali e protettorati per lo sfruttamento delle locali risorse naturali. La colonizzazione europea portò alla creazione di nuove infrastrutture e alla crescita economica, ma al costo della sottomissione delle popolazioni africane, con effetti che ancora oggi influenzano i rapporti socio-economici e politici di molti Paesi africani con l'Europa.
La Conferenza di Berlino del 1884-1885 (chiamata anche Conferenza sul Congo), convocata per regolare la colonizzazione e il commercio in Africa equatoriale, segnò l'inizio formale della spartizione del continente. Da quel momento ogni potenza iniziò a occupare nuovi territori, spesso con la forza, provocando tensioni tra le potenze europee e conflitti con le popolazioni locali. Al termine di questo processo, l'Africa risultò divisa in Stati indipendenti entro confini in gran parte tracciati dalle ex potenze coloniali.
All'inizio del Novecento alcuni imperi o regni erano in crisi e apparentemente al collasso come l'impero ottomano, l'impero coloniale portoghese e anche il Sultanato del Marocco.

### Marocco indipendente

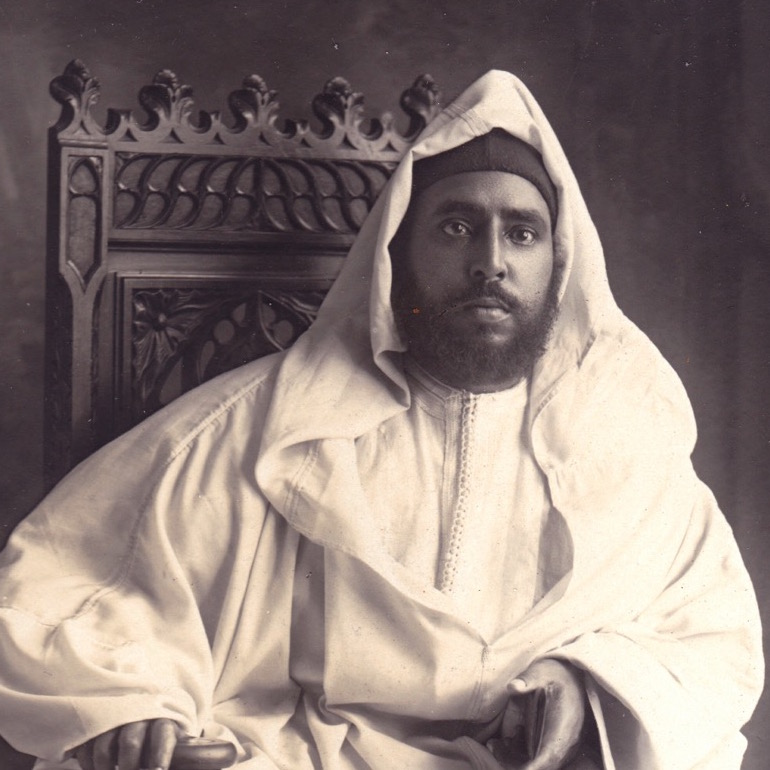
Il sultano del Marocco Mulay Abd al-Hafiz al trono durante la crisi di Agadir.

La dinastia che regnava sul Marocco era quella degli Alawiti, che governava dal 1666 sull'intero Paese.
Ma per vari motivi l'autorità del sovrano marocchino rimase sempre in bilico. Nel XIX secolo uno di questi motivi fu la guerra ispano-marocchina del 1859-1860, che culminò con la vittoria spagnola e che costrinse il sultano Muhammad IV a promuovere riforme amministrative e militari e a fronteggiare le resistenze interne. 
D'altro canto Francia e Spagna si erano già affermate nella regione nordafricana del Maghreb. Quanto alla Germania di Otto von Bismarck, essa non era interessata alle colonie, poiché la sua politica puntava all'isolamento della Francia e a ottenere l'Alsazia-Lorena. Solo dopo la vittoria nella guerra franco-prussiana, la proclamazione dell'Impero tedesco e la Conferenza di Berlino si diffuse in Germania l'idea dell'espansionismo coloniale, che si concretizzò nell'impero coloniale tedesco.
Nel 1880 il sultano Hassan I richiese di riunire le principali potenze europee alla Conferenza di Madrid per sottoscrivere accordi e risolvere la questione degli abusi del sistema dei protégé, che fu esteso anche agli europei. In tali accordi il principio della "porta aperta" e lo status quo furono garantiti. Ben presto, quindi, quasi ogni potenza europea aveva le proprie dispute e accordi commerciali in Marocco.
Per realizzare ammodernamenti, la costruzione di infrastrutture e risarcire le spese di guerra alla Spagna, i sultani dovettero ricorrere a finanziamenti esteri. Gli inglesi furono i primi ad assecondarli. Per rimborsare tali prestiti il mercato marocchino fu aperto ancora di più agli europei, e di conseguenza furono necessari miglioramenti delle infrastrutture (porti, ferrovie e servizi telegrafici, ecc.) e un maggiore ricorso alle competenze europee. Ma il tentativo di modernizzazione del Marocco per resistere alle pressioni esterne e interne fu inutile perché risultò parziale e limitato per l'eccessivo addebitamento e la mancanza di formazione e conoscenze tecniche.
Ciò fece accrescere ancora di più le rivalità e le contese commerciali. Le aziende di armi tedesche e francesi si contendevano i ricchi giacimenti minerari e il relativo mercato delle armi. Ciò, come vedremo tra poco, portò a un aspro scontro diplomatico tra Germania e Francia.

## La prima crisi marocchina
La prima crisi marocchina, detta anche Crisi di Tangeri, venne provocata da una visita del Kaiser Guglielmo II a Tangeri al Sultanato del Marocco, il 31 marzo 1905. Con questa azione la Germania prendeva posizione a favore dell'indipendenza del Marocco che era minacciata dalla Francia forte della Entente cordiale del 1904.
La Francia tenne quindi testa alla Germania e, dopo un periodo di aspre polemiche e tensioni in cui il Ministro degli Esteri francese Théophile Delcassé fu costretto a dimettersi, la soluzione della crisi venne affidata alla Conferenza di Algeciras, del 1906, in cui la Germania fu isolata e la Francia migliorò la propria posizione aumentando la sua influenza sul Marocco.

## La seconda crisi marocchina
La Germania, nonostante la grande sconfitta di questa spartizione, non si rassegnò e nel 1911 inviò la propria cannoniera Panther davanti al porto marocchino di Agadir, provocando la seconda crisi marocchina, detta anche Crisi di Agadir. Questa mossa, che mirava a far pressioni sulla Francia per ottenere maggiori compensazioni in cambio della rinuncia alle pretese tedesche sul Marocco, venne interpretata dalla Gran Bretagna come un tentativo di prendere il controllo del porto di Agadir ad opera della marina del Reich, facendone una piazzaforte in grado di contrastare le rotte dell'Atlantico centrale.
Anche questa crisi fu all'origine di intense trattative diplomatiche, che sfociarono in una convenzione secondo la quale la Germania riconosceva definitivamente la supremazia francese in Marocco, ottenendo in cambio alcune concessioni territoriali con una striscia di territorio del Moyen Congo, che venne annessa ai possedimenti territoriali tedeschi nella zona (il cosiddetto Neukamerun). In conseguenza di questi accordi, la Francia poté stabilire un pieno protettorato sul Marocco (30 marzo 1912). Il territorio marocchino fu diviso tra Francia e Spagna. Quest'ultima aveva sotto il proprio controllo la parte nord del paese ad eccezione di Tangeri, che per la propria posizione strategica nei pressi dello stretto di Gibilterra manteneva il proprio status di città internazionale. La Francia invece aveva il controllo del centro del paese.

## Conseguenze
Queste crisi in territorio africano ebbero una notevole importanza sulla storia dell'Europa, perché da una parte contribuirono a rafforzare i legami tra Gran Bretagna e Francia, e dall'altra invece approfondirono il solco tra questi due Paesi e la Germania, prefigurando quelli che sarebbero stati poi gli schieramenti della prima guerra mondiale.
La seconda crisi marocchina, inoltre, con l'inserimento del Marocco nella sfera francese, dette il via libera all'Italia (che faceva parte della Triplice alleanza) alla conquista della Libia che si realizzò nel 1912 dopo la guerra italo-turca. 
1. ↑  chiamata in inglese scramble for Africa, traducibile in "zuffa per l'Africa".
2. ↑  Faroqui, p. 117.
3. ↑  Coquery-Vidrovitch, p. 158.
4. ↑  Mentre in precedenza era stato applicato l'imperialismo "informale" o "indiretto" caratterizzato dalla superiorità militare ed economica, intorno alla seconda metà dell'Ottocento emerse sempre di più l'imperialismo "formale" o "diretto". (Vedi Bagnato, p. 117) D'altro canto la Corsa d'Africa fece parte di un processo più ampio: il nuovo imperialismo, un periodo nel quale le potenze europee, gli Stati Uniti e il Giappone espansero i loro imperi coloniali per lo più in Asia e in Africa. (Vedi Louis, p. 910) Ciò è da distinguere dall'imperialismo moderno (1402-1815) che riguardò la colonizzazione di territori in Siberia e nelle Americhe.
5. ↑  La Gran Bretagna acquistò dal Portogallo la città di Tangeri come parte della dote di Caterina di Braganza dal suo matrimonio con Carlo II Stuart nel 1652, ma ritenuta troppo costosa da amministrare, fu restituita al Marocco nel 1684. Gli inglesi avevano mantenuto un ruolo dominante nel mercato estero del Marocco fin dal XVIII secolo, tanto che nel 1900 ne deteneva circa il 48%. Invece i tedeschi nel 1910 si stimava che possedessero solo il 10% di quote. Gli inglesi stipularono nel 1856 un trattato commerciale che mirava a ridurre i livelli tariffari, ma ciò fu applicato anche agli altri commercianti europei.
6. ↑  e il riconoscimento della sovranità territoriale di Ceuta e Melilla, e anche della provincia di Ifni (che fu brevemente occupata nel corso del conflitto).
7. ↑  la prima aveva conquistato l'Algeria nel 1830, e la seconda aveva ottenuto alla Conferenza di Berlino del 1884 la zona costiera dell'attuale Sahara Occidentale e possedeva già da secoli sulla costa del Mediterraneo le città di Ceuta e Melilla.
8. ↑  Prager.
9. ↑  e nella nascita della società commerciale Deutsche Kolonialgesellschaft (1887) fondata da mercanti di Amburgo e Brema, il cui obiettivo era quello di proteggere i mercati già conquistati.
10. ↑  Il Marocco, alla fine del XIX secolo, consentiva alle persone che lavoravano per consoli e vice-consoli stranieri alcuni privilegi e protezioni legali non disponibili al resto della popolazione.